# Kagiriaru Moment / Mirror Mirror
Kagiriaru Moment / Mirror Mirror (限りあるＭoment/ミラー・ミラー Kagiri aru Moment / mirā mirā?, Momento limitado / Espejo espejo) es el 28º sencillo de ANGERME. Fue lanzado el 26 de agosto de 2020 en 5 ediciones: 2 regulares y 3 limitadas. La primera edición de las ediciones regulares incluye una tarjeta de intercambio aleatoria de 9 tipos según la versión (18 en total) La edición limitada SP incluye una tarjeta con el número de serie de la lotería de eventos.

## Información
Este es el último sencillo que presenta al miembro de sexta generación Musubu Funaki. Haruka Oota no participó en el sencillo debido a que sus actividades dentro del grupo fueron suspendidas temporalmente por violaciones a las reglas desde el 28 de febrero de 2020 (Hasta octubre, que decidió retirarse del grupo, pero continuando dentro de Hello! Project.). El Special BOX Set, que solo se puede pedir por adelantado al Pony Canyon Shopping Club por tiempo limitado, incluye un DVD Making con 30 minutos de metraje.

## Lista de Canciones

### CD
- Kagiriaru Moment
- Mirror Mirror
- Kagiriaru Moment (Instrumental)
- Mirror Mirror (Instrumental)

### Edición Limitada A DVD
- Kagiriaru Moment (Music Video)

### Edición Limitada B DVD
- Mirror Mirror (Music Video)

### Edición Limitada SP DVD
- Kagiriaru Moment (Dance Shot Ver.)
- Mirror Mirror (Dance Shot Ver.)

### Event V
- Kagiriaru Moment (Dance Close-up Ver.)
- Mirror Mirror (Close-up Ver.)

## Miembros presentes
- 2ª Generación: Akari Takeuchi
- 3ª Generación: Rikako Sasaki
- 4ª Generación: Moe Kamikokuryo
- 5ª Generación: Momona Kasahara
- 6ª Generación: Musubu Funaki (Último Sencillo), Ayano Kawamura
- 7ª Generación: Layla Ise
- 8ª Generación: Rin Hashisako